# 傅文骥
傅文骥（？—？），一名骥，东清河郡贝丘县（今山东省淄博市临川区）人，北魏、南梁官员。

## 生平
傅文骥勇猛果敢有将领的才干，曾跟随堂叔傅竖眼征战，屡次有军功，以强弩将军的身份外任琅邪戍主。永平四年（511年）四月，南梁琅邪郡百姓王万寿杀死琅邪东莞二郡太守刘晰，献出朐山归附北魏，徐州刺史卢昶派遣郯城戍副张天惠和傅文骥相继前往朐山，南梁青冀二州刺史张稷派遣军队抵抗魏军，没有胜利，傅文骥等人占据了朐山。梁武帝诏令振远将军马仙琕前往反击，北魏又派遣署理安南将军萧宝寅、署理平东将军赵遐率领军队前往朐山，受卢昶的调度指挥。张稷和马仙琕等人围攻傅文骥，十一月，傅文骥的柴火和粮食已经用尽，而卢昶的援军没能来救援。傅文骥就抛弃母亲和妻子，献城向南梁投降。后来傅文骥用大量的南方财货贿赂光州刺史罗衡，罗衡为傅文骥偷渡长江送还了傅文骥的母亲和妻子。

## 家庭

### 曾祖
- 傅琰，刘宋青州治中

### 父亲
- 傅僧恩，早逝[1]

### 夫人
- 崔止怜，北魏明威将军、定州安北府司马崔猷第二女[1]